# Pergamon Press
Pergamon Press est une ancienne maison d'édition scientifique britannique qui a pris un essor considérable après son rachat par Robert Maxwell en 1951. Elle a été fondée en 1948 à Oxford par Paul Rosbaud (en) sous le nom de Butterworth-Springer, et a pris le nom de Pergamon Press lors de l'arrivée de Robert Maxwell à sa tête en 1951. Elle a été rachetée par l'éditeur Elsevier en 1992.